# 普特尼科韋
49°54′19″N 37°38′1″E / 49.90528°N 37.63361°E
普特尼科韋（烏克蘭語：Путникове）是位於烏克蘭東部的村莊，由哈爾科夫州庫皮揚斯克區的德沃里奇纳市镇負責管轄。該村始建於1870年，面積0.28平方公里，海拔高度156米，2001年人口103，人口密度每平方公里371.8人。